# Raymond Persyn
Raymond Persyn (* 25. Juli 1948 in Reet, Antwerpen) ist ein ehemaliger belgischer Radrennfahrer und nationaler Meister im Radsport.

## Sportliche Laufbahn
Persyn war Bahnradsportler. 1972 wurde Persyn nationaler Meister im Steherrennen der Amateure vor Daniel Wuldeputte. 1974 gewann er Titel erneut vor Herman Vandeperre. 1973 wurde er Vize-Meister hinter Ernest Blommaert, 1970 war er Dritter im Meisterschaftsrennen. Nach seiner aktiven Karriere war er als Schrittmacher aktiv.